# Le Thil-Riberpré
Le Thil-Riberpré è un comune francese di 228 abitanti situato nel dipartimento della Senna Marittima nella regione della Normandia.

## Società

### Evoluzione demografica
Abitanti censiti